# Alkanna attilae
Alkanna attilae är en strävbladig växtart som beskrevs av John Jefferson Davis. Alkanna attilae ingår i släktet Alkanna och familjen strävbladiga växter. Inga underarter finns listade i Catalogue of Life.